# ماروین (کارولینای شمالی)
ماروین (به انگلیسی: Marvin) شهری در ایالت کارولینای شمالی کشور ایالات متحده آمریکا است که جمعیت آن در سرشماری سال ۲۰۱۰ میلادی، ۵٬۵۷۹ نفر بوده‌است.